# Promoción de Honor de la Guayana Francesa
La Promoción de Honor de la Guayana Francesa es la segunda división de fútbol de la Guayana Francesa, organizado por la Liga de Fútbol de la Guayana Francesa, fue fundada en 1982 y consta de 18 equipos en 3 grupos.
El campeón y el subcampeón asciende al Campeonato Nacional de la Guayana Francesa, mientras que el ganador del juego por el tercer lugar disputará el ascenso contra el 10.º de la liga principal.

## Equipos para la Temporada 2022/23

### Grupo A
- AJ Balata Abriba
- AJS Kourou
- AS Toto-Noto
- ASC Karib 2
- ASCS Cogneau
- US Macouria
- US Saint-Elie
- USC Roura

### Grupo B
- Académy FC
- AS Étolie Matoury 2
- ASC Arc en Ciel
- ASC Armiré
- ASL Sport Guyanais
- Dynamo de Soula 2
- Kourou FC
- Yana Sport Elite

### Grupo C
- ASC Agouado 2
- ASC Kawina
- ASC Ouest 2
- ASCS Maripasoula
- Cosma Foot
- EJ Balaté
- Pac Du Maroni
- RC du Maroni

## Campeones
| Temporada | Campeón                                         |
| --------- | ----------------------------------------------- |
| 1982-83   | ASC Rémire                                      |
| 1983-90   | Desconocido                                     |
| 1990-91   | Eclair de Matoury                               |
| 1991-92   | Desconocido                                     |
| 1992-93   | FC Spatial                                      |
| 1993-94   | Cosma Foot                                      |
| 1994-95   | SC Kouroucien                                   |
| 1995-96   | US Matoury                                      |
| 1996-97   | Desconocido                                     |
| 1997-98   | ASC Agouado                                     |
| 1998-99   | ASC Rémire                                      |
| 1999-00   | US Macouria                                     |
| 2000-01   | Desconocido                                     |
| 2001-02   | EF Iracoubo                                     |
| 2002-04   | Desconocido                                     |
| 2004-05   | FC Oyapock                                      |
| 2005-06   | AJ Balata Abriba                                |
| 2006-07   | Olympique Cayenne                               |
| 2007-08   | EF Iracoubo                                     |
| 2008-09   | ASU Grand Santi                                 |
| 2009-10   | ASC Black Stars                                 |
| 2010-11   | AOJ Mana                                        |
| 2011-14   | Desconocido                                     |
| 2014-15   | ASC Agouado                                     |
| 2015-16   | Desconocido                                     |
| 2016-17   | Título no otorgado                              |
| 2017-18   | ASC Ouest                                       |
| 2018-19   | Olympique Cayenne                               |
| 2019-20   | Título no otorgado                              |
| 2020-21   | Título no otorgado                              |
| 2021-22   | USL Montjoly, AS Étoile Matoury 2 y FC Charvein |

## Títulos por club
| Club                | Ciudad        | Campeón | Años campeón |
| ------------------- | ------------- | ------- | ------------ |
| ASC Rémire          | Montjoly      | 2       | 1983, 1999   |
| EF Iracoubo         | Iracoubo      | 2       | 2002, 2008   |
| ASC Agouado         | Apatou        | 2       | 1998, 2015   |
| Olympique Cayenne   | Cayena        | 2       | 2007, 2019   |
| Eclair de Matoury   | Matoury       | 1       | 1991         |
| FC Spatial          | Kourou        | 1       | 1993         |
| Cosma Foot          | Maroni        | 1       | 1994         |
| SC Kouroucien       | Kourou        | 1       | 1995         |
| US Matoury          | Matoury       | 1       | 1996         |
| US Macouria         | Macouria      | 1       | 2000         |
| FC Oyapock          | Saint-Georges | 1       | 2005         |
| AJ Balata Abriba    | Matoury       | 1       | 2006         |
| ASU Grand Santi     | Mana          | 1       | 2009         |
| ASC Black Stars     | Kourou        | 1       | 2010         |
| AOJ Mana            | Mana          | 1       | 2011         |
| ASC Ouest           | Maroni        | 1       | 2017         |
| USL Montjoly        | Montjoly      | 1       | 2022         |
| AS Étoile Matoury 2 | Matoury       | 1       | 2022         |
| FC Charvein         | Mana          | 1       | 2022         |